# Etheostoma mariae
Etheostoma mariae é uma espécie de peixe da família Percidae.
É endémica dos Estados Unidos da América, vista apenas no sistema de rios de Little Peedee, na Carolina do Norte e Carolina do Sul.